# Charles Lanusse
Charles Georges Lanusse Réchoulet (25 de agosto de 1896 — 14 de fevereiro de 1976) foi um ciclista francês que competia no ciclismo de pista. Representou França nos Jogos Olímpicos de Verão de 1920.